# Кёхер, Макс
Макс Кёхер (20 января 1924, Веймар — 7 февраля 1990, Ленгерих) — западногерманский математик-алгебраист.
Изучал математику и физику в Университете Георга-Августа в Гёттингене. В 1951 году получил докторскую степень под руководством Макса Дойринга за работу о рядах Дирихле с функциональным уравнением, в которой ввёл ряды Кёхера — Мааса. Хабилитацию получил в 1954 году в Вестфальском университете Вильгельма в Мюнстере. С 1962 по 1970 год — заведующий кафедрой Мюнхенского университета. В 1989 году вышел на пенсию.
Основные работы — по йордановым алгебрам, среди полученных результатов — конструкция Кантора — Кёхера — Титса и теорема Кёхера — Винберга. Также сформулировал принцип ограниченности Кёхера в теории модулярных форм Зигеля.